# Бриджес, Джордж, 6-й барон Чандос
Джордж Бриджес (англ. George Brydges; 9 августа 1620, замок Садли, Глостершир, Королевство Англия — февраль 1655, Лондон, Королевство Англия) — английский аристократ, 6-й барон Чандос с 1621 года, крупный землевладелец из Глостершира. Участвовал в гражданской войне на стороне короля.

## Биография
Джордж Бриджес родился в 1620 году в семье Грея Бриджеса, 5-го барона Чандоса, и его жены Анны Стэнли. Спустя всего год его отец умер, и Джордж унаследовал баронский титул и обширные семейные владения, расположенные главным образом в Глостершире. Баронесса Анна в 1624 году вышла за Мервина Туше, 2-го графа Каслхейвена, казнённого за содомию и насилие в 1631 году.
Достигнув совершеннолетия, барон занял должность лорда-лейтенанта Глостершира, которая считалась частью семейного достояния (февраль 1642). Когда в Англии началась гражданская война, Джордж встал на сторону короля Карла I и возглавил драгунский полк. 20 сентября 1643 года он внёс важный вклад в разгром парламентской армии при Ньюбери, причём в этом сражении под бароном были убиты три лошади. По окончании войны парламент наложил на Бриджеса крупный штраф и приказал разрушить его главную резиденцию, замок Садли в Глостершире. В 1650 году барон получил компенсацию, но она оказалась несущественной, так что замок остался полуразрушенным.
13 мая 1652 года в Лондоне Бриджес смертельно ранил на дуэли полковника Генри Комптона. Он провёл год в тюрьме и был признан судом виновным в непредумышленном убийстве. В феврале 1655 года барон умер от оспы и был похоронен в Садли.

## Семья
Барон был женат дважды: на Сьюзен Монтегю, дочери Генри Монтегю, 1-го графа Манчестера, и Маргарет Круч, и на Джейн Сэвидж, дочери Джона Сэвиджа, 2-го графа Риверса, и Кэтрин Паркер. В первом браке родились три дочери:
- Кэтрин (умерла в 1682), жена Ричарда Парсонса, 1-го виконта Росса[4];
- Маргарет, жена сэра Томаса Скипвита, 2-го баронета[5];
- Элизабет (1651—1718), жена 1) Эдуарда Герберта, 3-го барона Герберта из Чирбери, 2) Уильяма О'Брайена, 2-го графа Инчиквина, 3) Чарльза Говарда, 4-го барона Говарда из Эскрика[6][7].

Во втором браке родилась ещё одна дочь, Люси (умерла в 1689), жена Адама Лофтуса, виконта Лисберна. Наследником Джорджа в отсутствие сыновей стал младший брат Уильям.